# Tajga

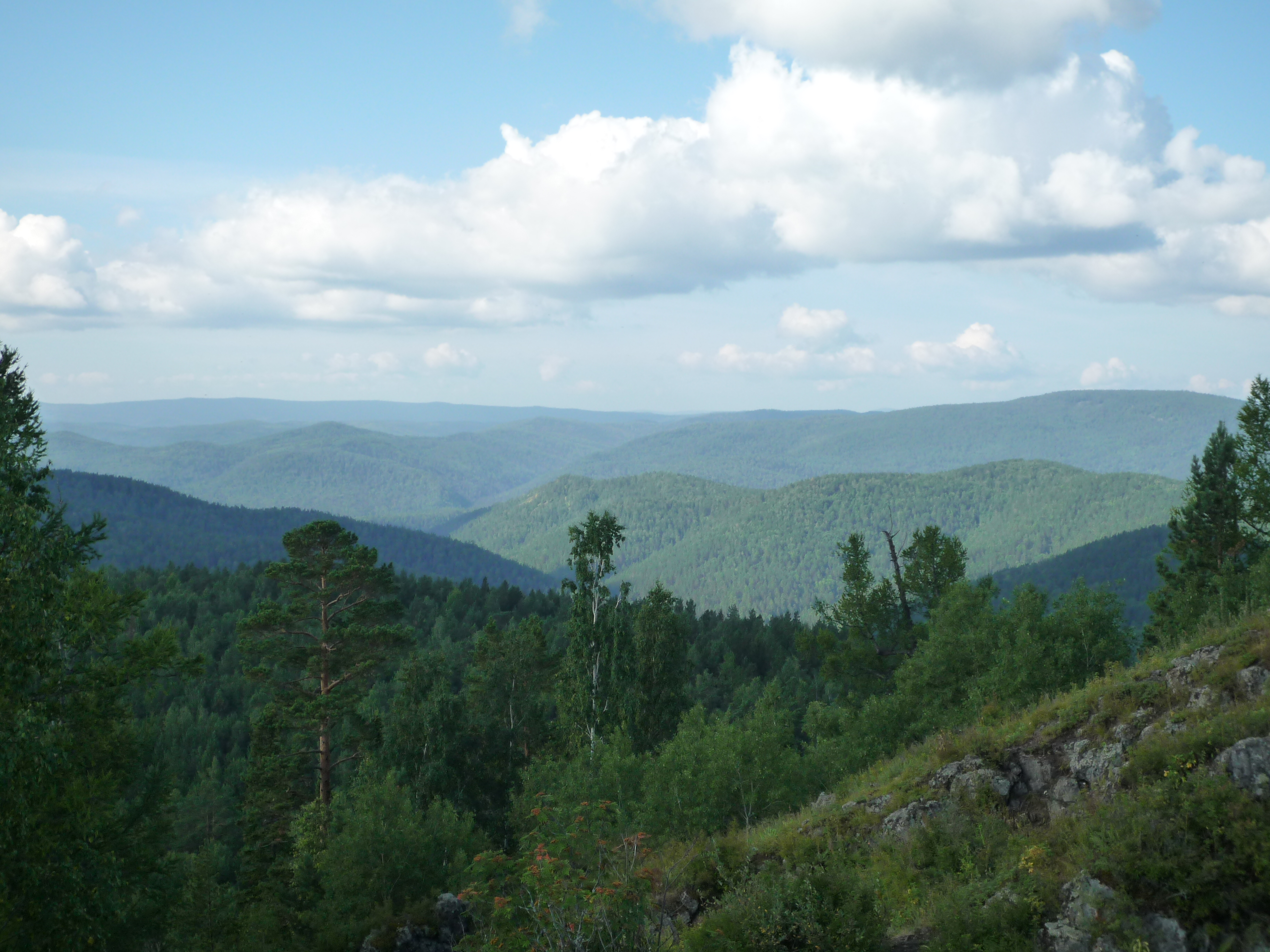
Sibiřská tajga v Krasnojarském kraji v Rusku

Tajga (rusky тайга́, islandsky barrskógabeltið; souvisí s mongolskými a turkickými jazyky) neboli Severský jehličnatý les je biom, který se vyskytuje především v severních zeměpisných šířkách. Je charakterizovaný jehličnatými lesy tvořenými převážně smrky a jedlemi (temný les), borovicemi a modříny (světlý les).
Tajga je označována za největší suchozemský biom na světě. V Eurasii pokrývá většinu Švédska, Finska, velkou část Ruska od Karélie na západě až k Tichému oceánu (včetně velké části Sibiře), velkou část Norska a Estonska, část Skotské vysočiny, některé nížinné/pobřežní oblasti Islandu a oblasti severního Kazachstánu, severního Mongolska a severního Japonska (na ostrově Hokkaidó). V Severní Americe pokrývá většinu vnitrozemí Kanady, Aljašku a části severní části přilehlých Spojených států amerických.
Hlavní dřeviny se v závislosti na délce vegetačního období a letních teplotách ve světě liší. Skandinávská a finská tajga se skládá ze směsi smrků, borovic a bříz, ruská tajga má v závislosti na regionu smrky, borovice a modříny, zatímco východosibiřská tajga je rozsáhlý modřínový les; tajga Severní Ameriky je převážně smrková.  
Tajga ve své současné podobě je relativně nedávným jevem, existuje teprve posledních 12 000 let od začátku holocénu a pokrývá území, které bylo v pozdním pleistocénu mamutí stepí nebo pod skandinávským ledovcem v Eurasii a pod Laurentidským ledovcovým štítem v Severní Americe.
Ačkoli ve vysokých nadmořských výškách přechází tajga přes Krummholz do alpínské tundry, nejedná se výhradně o alpínský biom a na rozdíl od subalpínského lesa je velká část tajgy nížinná.
Pro tajgu je hrozbou globální oteplování a způsob, jakým by měl být pohlcený nebo vypuštěný oxid uhličitý zpracováván v rámci uhlíkového účetnictví, je sporný.

## Obecná charakteristika
Tajga se vyskytuje především na Sibiři, zejména v její střední a východní části, dále ve Skandinávii, poloostrově Kola, ve Finsku a v Karélii a v severozápadním Rusku, Na americkém kontinentu se vyskytuje ponejvíce v Kanadě a na Aljašce.

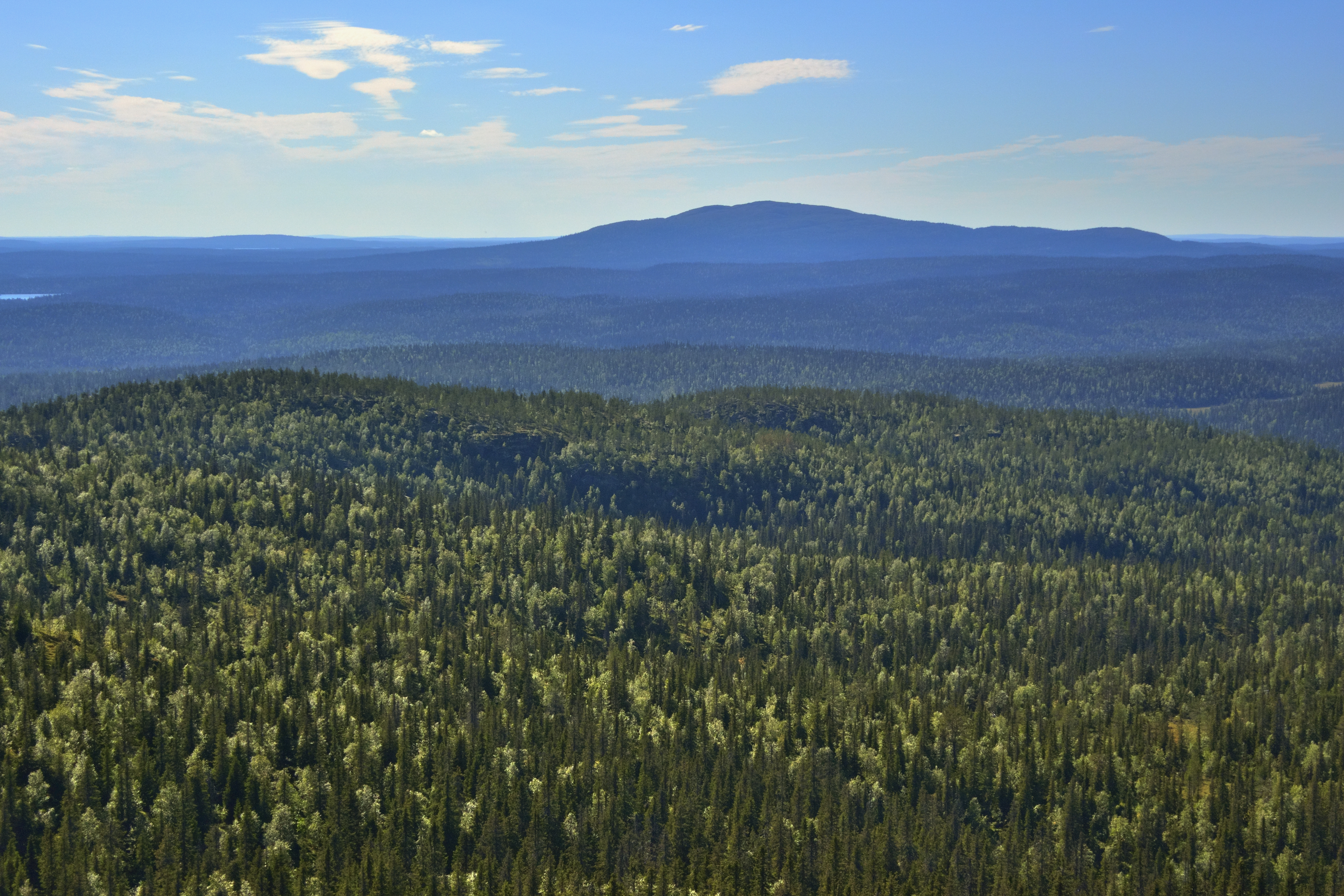
Pohled na tajgu ve Finsku

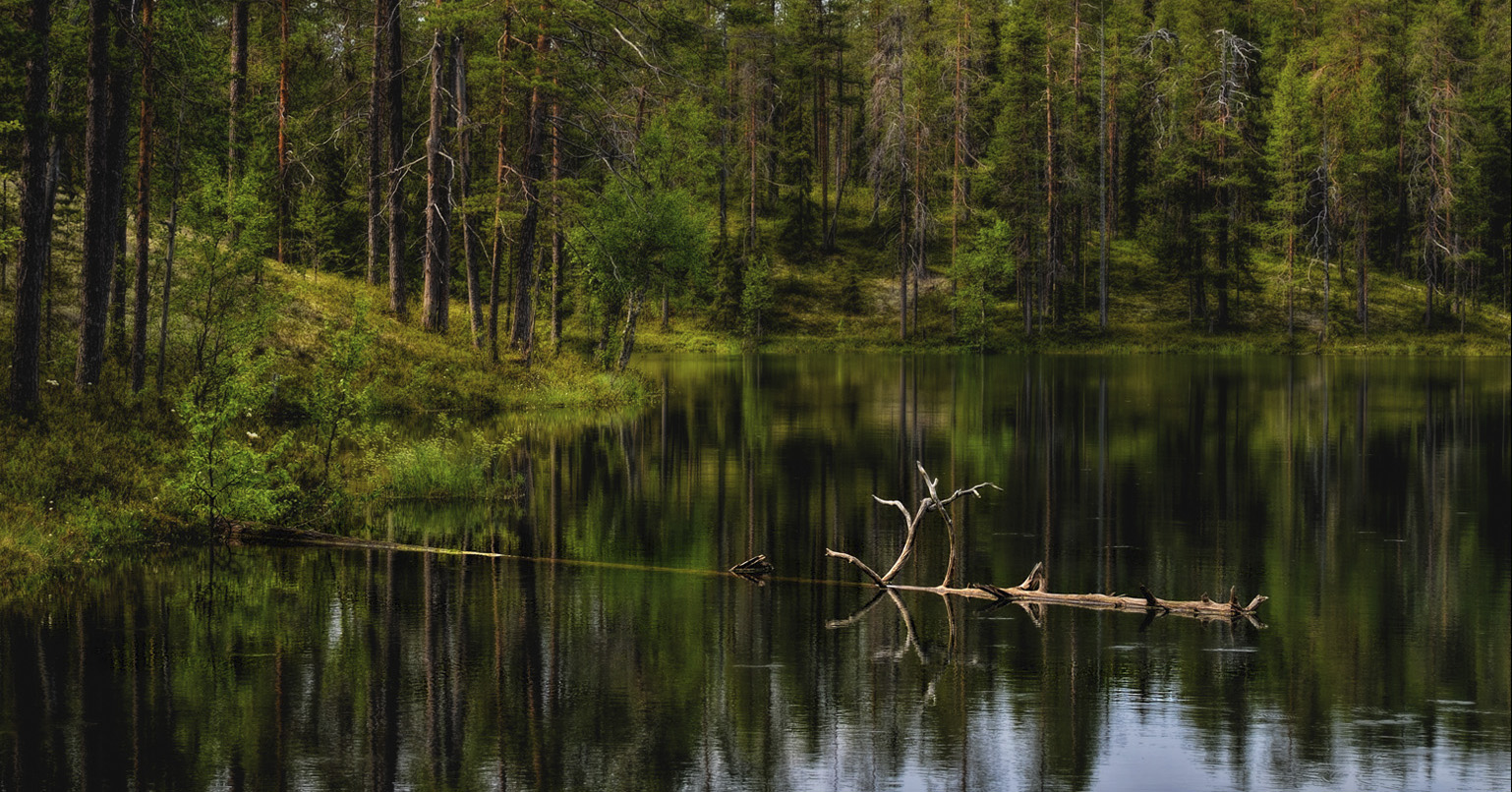
Jezero v tmavé tajze

Základní podmínkou pro rozšíření jehličnatých lesů je podnebí – především délka vegetačního období, kdy po dobu 1–4 měsíců průměrná teplota vzduchu přesahuje 10 °C. Na severu tajga přechází v tundru (přechodný pás s roztroušenou stromovou a keřovou vegetací se nazývá lesotundra), na jihu pak v biom smíšených a listnatých opadavých lesů, případně do chladné lesostepi. Díky velkému množství srážek a následné chemické reakci se spadaným jehličím vznikají podzolové půdy. Následně kyselá voda z půdy vymývá sloučeniny železa, které klesají níže a tvoří nepropustnou vrstvu. Na takových půdách se potom vytvářejí bažiny, močály a rašeliniště, které jsou pro severskou tajgu typické. Organická hmota je soustředěna jak v živých rostlinách, tak v odumřelé biomase. Významnou biologickou roli v cyklické obnově porostů tajgy hrají často i velkoplošné lesní požáry.

## Flóra

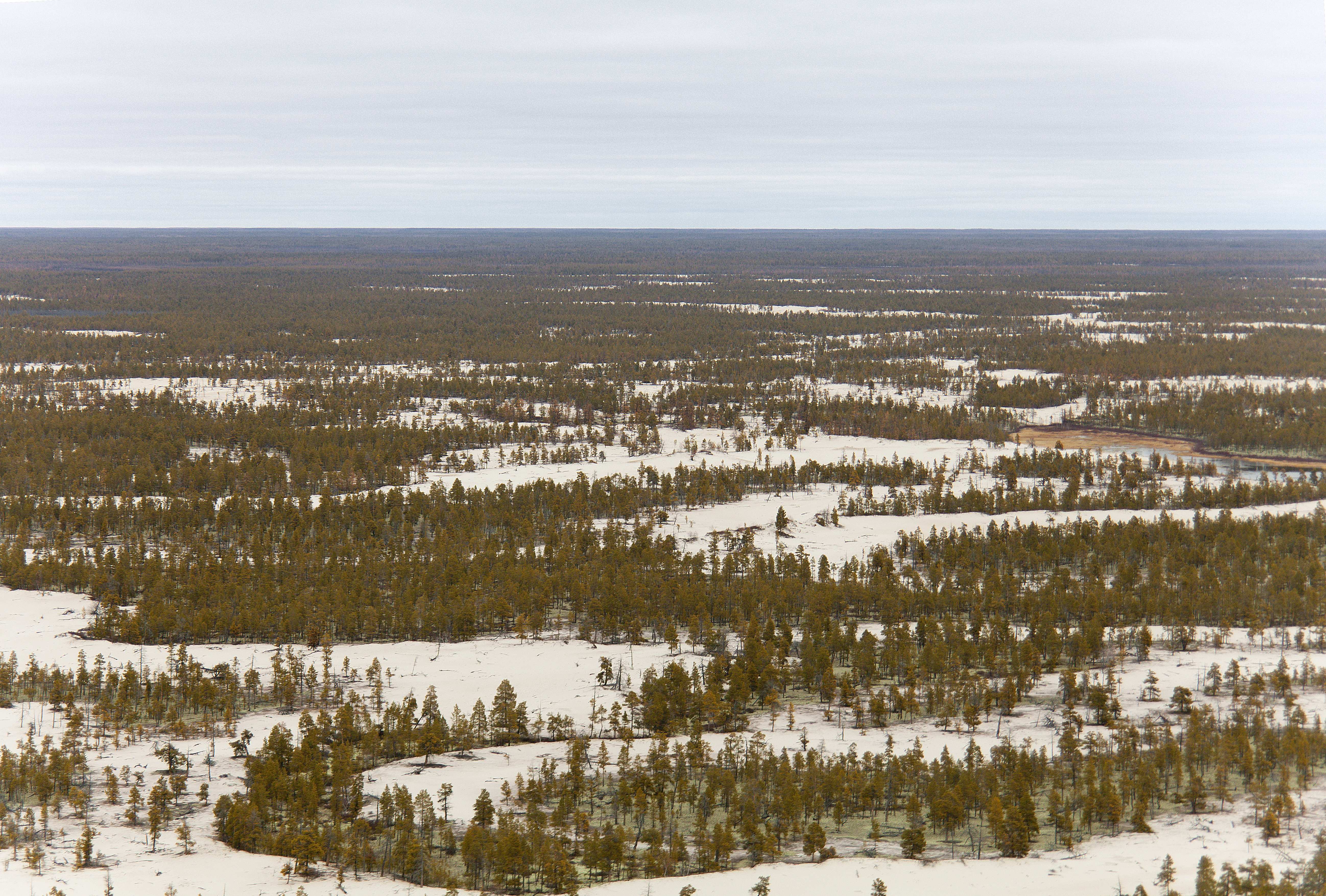
Světlá modřínová tajga v Jakutii

Rostlinná složka tajgy je poměrně druhově chudá a dosti uniformní. Co do fyziognomie porostů lze rozlišit dva základní druhy tajgy. Takzvaná tmavá tajga se vyskytuje na vlhčích, živinami bohatších půdách, zpravidla mimo permafrost; jedná se o zapojené lesy s převahou smrků a jedlí a hustým, často neprostupným podrostem z keříčků různých druhů brusnic, vysokých bylin a bohatého mechového patra. Naproti tomu takzvaná světlá tajga pokrývá klimaticky extrémnější stanoviště např. ve vyšších horách, v oblastech s velkými výkyvy teplot (východní Sibiř), chudou či suchou půdou, rašeliništi nebo na permafrostu; v řídkém, někdy až parkově rozvolněném porostu dominují modříny, které tvoří i nejsevernější hranici lesa, a světlomilné borovice; významný je výskyt odolných drobných listnáčů a keříků, zvláště břízy, osiky a vrby. Společná pro všechny oblasti je přítomnost cirkumboreálních (obtočnových) vegetačních prvků. 

## Fauna
Boreální jehličnaté lesy mají nápadně podobné zástupce živočišného světa, většinou jde o stejné nebo blízce příbuzné druhy. V eurasijské i severoamerické tajze se tak vyskytuje medvěd hnědý, vlk, liška obecná, rosomák severní, rys ostrovid, los, poletuška slovanská, bobr, křivka obecná, a datlík tříprstý. Na zimu přicházejí do tajgy sobi z tundry na severu.
Pouze v Eurasijské tajze žije burunduk páskovaný, sobol sibiřský, lovený pro cennou kožešinu. V lesích východní Asie žije kabar pižmový, lovený kvůli svému pravému pižmu. Z ptáků se zde vyskytuje ořešník kropenatý, jeřábník lesní, borové lesy preferující tetřev hlušec a také tetřívek obecný upřednostňující bažinnou tajgu. Hadi a obojživelníci jsou v tajze zastoupeni minimálně, vyskytuje se zde například zmije obecná či mlok sibiřský. Zato jehličnaté lesy, v nichž převládají 1 až 2 druhy dřevin, trpí kalamitním výskytem hmyzích škůdců – kůrovců, obalečů, pilatek a mnišek.

## Využití
Hospodářsky významný je lov kožešinové zvěře a těžba dřeva (především Skandinávie). Lidská sídla se v pásmu jehličnatých lesů vyskytují jen sporadicky, podobně i síť silnic a železnic není příliš rozvinutá. Hlavní roli hraje letecká a vodní doprava. V těžbě nerostných surovin je nejvýznamnější ropa a zemní plyn na Sibiři a Aljašce.

## V Česku
S jehličnatými lesy se setkáváme často mimo oblast jejich přirozeného výskytu (např. Česko, Švýcarsko, Rakousko), kde rostou ve vysokých nadmořských výškách nebo v podmáčených oblastech. Jde o tzv. klimaxové smrčiny, popř. rašelinné smrčiny a podmáčené smrčiny. Někdy se tyto porosty označují i pojmem horská tajga, ovšem většina jehličnatých lesů je v Evropě pěstována uměle.
V Česku je kromě horské tajgy podle biologických průzkumů izolovanou oblastí tajgy území v oblasti Ralska, mezi Českou Lípou, Doksy, Stráží pod Ralskem a Bakovem nad Jizerou. Podle archeologa Petra Meduny specifický ráz místní krajiny souvisí s relativní neúspěšností Přemyslem Otakarem II. založených měst Bezděz, Doksy a Kuřívody.